# Drommershausen
Das Dorf Drommershausen ist ein Stadtteil von Weilburg im mittelhessischen Landkreis Limburg-Weilburg.

## Geographie
Das Straßendorf liegt im nordöstlichen Taunus (östlicher Hintertaunus), 4 km nordöstlich der Weilburger Kernstadt im Grundbachtal, einem Seitental der Lahn. Durch Drommershausen führt die Kreisstraße 412. Der Ort selbst liegt auf 202 bis 245 Metern Höhe, während das Gelände im Norden der Gemarkung auf bis zu 309 Meter ansteigt.
Nachbarorte sind Selters (westlich) und  Hirschhausen (östlich).

## Geschichte

### Ortsgeschichte

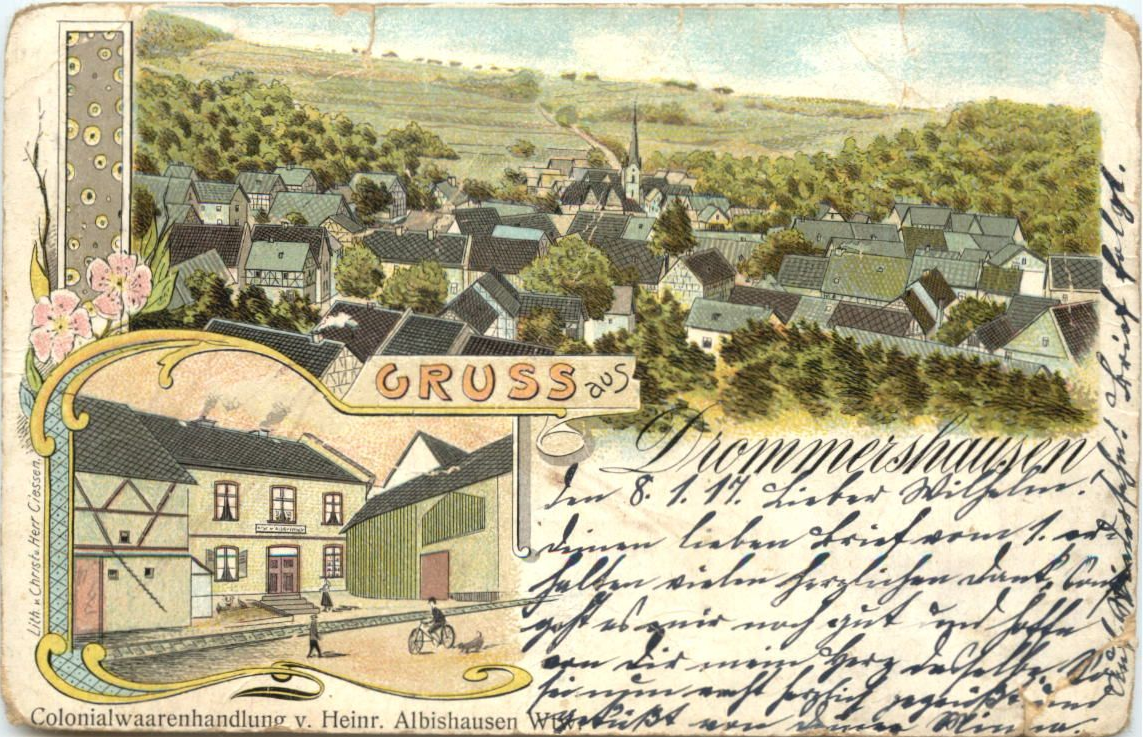
Drommershausen, Ortsansicht mit Kirche und Colonialwarenhandlung Heinrich Albishausen, Postkarte 1917

Die älteste bekannte schriftliche Erwähnung von Drommershausen erfolgte unter dem Namen Drumershusen im Jahr 1197 als Papst Coelestin III. Besitzungen des Stift Cappel bestätigte. Im Jahr 1517 wurde eine Kapelle geweiht. Die 1895 erbaute Saalkirche ist eine Sehenswürdigkeit.
Südlich von Drommershausen befinden sich auf einer Kuppe eine Burgstelle und daneben die Mauerreste des ehemaligen Johanniter-Konvents und der Wallfahrtskirche Pfannstiel.
Im Grundbachtal Richtung Weilburg liegen zwei historische Wassermühlenanwesen, die Grünsmühle (letzte Betreiber Familien Grün und Schmidt) und die Neumühle, die von der Familie Jung betrieben wurde und daher auch als Jungsmühle bekannt ist. Ihr Ursprung reicht bis ins 13. Jahrhundert zurück.
Neben dem Bistum Worms, den Grafen von Nassau-Weilburg und den Johannitern waren vor dem Dreißigjährigen Krieg nacheinander die Herren von Scharfenstein, von Rode, von Rodenstein und von Greifenklau Ortsherren, die alle Lehnsmänner des Bistums Worms waren.
Die Lehen der Rodensteiner waren neben Drommershausen in Hirschhausen, Pfaffenhausen (Wüstung zwischen Hirschhausen und Kubach) und Weilmünster.
Die Erwerbsquellen der Drommershäuser waren früher überwiegend Eisenerzbergbau und Landwirtschaft.
Im Jahr 1823 hatte der Ort zusammen mit dem nahen Steinzler Hof 223 Einwohner.
Hessische Gebietsreform (1970–1977)
Zum 31. Dezember 1970 fusionierten im Zuge der Gebietsreform in Hessen die bis dahin selbstständigen Gemeinden Ahausen, Bermbach, Drommershausen, Gaudernbach, Hasselbach, Hirschhausen, Kirschhofen, Odersbach und Waldhausen und die Stadt Weilburg auf freiwilliger Basis zur erweiterten Stadt Weilburg. Dadurch wurde Drommershausen ein Stadtteil von Weilburg.
Für die ehemals eigenständigen Gemeinden sowie für die Kernstadt wurde je ein Ortsbezirk mit Ortsbeirat und Ortsvorsteher nach der Hessischen Gemeindeordnung gebildet.

### Verwaltungsgeschichte im Überblick
Die folgende Liste zeigt die Staaten bzw. Herrschaftsgebiete und deren untergeordnete Verwaltungseinheiten, in denenDrommershausen lag:
- bis 1806: Heiliges Römisches Reich, Fürstentum Nassau-Weilburg, Amt Weilburg
- ab 1806: Herzogtum Nassau, Amt Weilburg
- ab 1816: Herzogtum Nassau, Amt Weilburg
- ab 1849: Herzogtum Nassau, Kreisamt Hadamar
- ab 1854: Herzogtum Nassau, Amt Weilburg
- ab 1867: Norddeutscher Bund[Anm. 1], Königreich Preußen, Provinz Hessen-Nassau, Regierungsbezirk Wiesbaden, Oberlahnkreis
- ab 1871: Deutsches Reich, Königreich Preußen, Provinz Hessen-Nassau, Regierungsbezirk Wiesbaden, Oberlahnkreis
- ab 1918: Deutsches Reich, Freistaat Preußen, Provinz Hessen-Nassau, Regierungsbezirk Wiesbaden, Oberlahnkreis
- ab 1944: Deutsches Reich, Freistaat Preußen, Provinz Nassau, Oberlahnkreis
- ab 1945: Amerikanische Besatzungszone, Groß-Hessen, Regierungsbezirk Wiesbaden, Oberlahnkreis
- ab 1946: Amerikanische Besatzungszone, Land Hessen, Regierungsbezirk Wiesbaden, Oberlahnkreis
- ab 1949: Bundesrepublik Deutschland, Land Hessen, Regierungsbezirk Wiesbaden, Oberlahnkreis
- ab 1968: Bundesrepublik Deutschland, Land Hessen, Regierungsbezirk Darmstadt, Oberlahnkreis
- ab 1971: Bundesrepublik Deutschland, Land Hessen, Regierungsbezirk Darmstadt, Oberlahnkreis, Stadt Weilburg[Anm. 2]
- ab 1974: Bundesrepublik Deutschland, Land Hessen, Regierungsbezirk Darmstadt, Landkreis Limburg-Weilburg, Stadt Weilburg
- ab 1981: Bundesrepublik Deutschland, Land Hessen, Regierungsbezirk Gießen, Landkreis Limburg-Weilburg, Stadt Weilburg

### Bevölkerung
Einwohnerentwicklung
| Drommershausen: Einwohnerzahlen von 1834 bis 2020 | Drommershausen: Einwohnerzahlen von 1834 bis 2020 | Drommershausen: Einwohnerzahlen von 1834 bis 2020 | Drommershausen: Einwohnerzahlen von 1834 bis 2020 | Drommershausen: Einwohnerzahlen von 1834 bis 2020 |
| --- | ------------------------------------------------- | ------------------------------------------------- | ------------------------------------------------- | ------------------------------------------------- |
| Jahr |                                                   |                                                   |                                                   | Einwohner                                         |
| 1834 | 1834                                              |                                                   | 243                                               | 243                                               |
| 1840 | 1840                                              |                                                   | 274                                               | 274                                               |
| 1846 | 1846                                              |                                                   | 301                                               | 301                                               |
| 1852 | 1852                                              |                                                   | 312                                               | 312                                               |
| 1858 | 1858                                              |                                                   | 325                                               | 325                                               |
| 1864 | 1864                                              |                                                   | 382                                               | 382                                               |
| 1871 | 1871                                              |                                                   | 412                                               | 412                                               |
| 1875 | 1875                                              |                                                   | 403                                               | 403                                               |
| 1885 | 1885                                              |                                                   | 442                                               | 442                                               |
| 1895 | 1895                                              |                                                   | 454                                               | 454                                               |
| 1905 | 1905                                              |                                                   | 457                                               | 457                                               |
| 1910 | 1910                                              |                                                   | 444                                               | 444                                               |
| 1925 | 1925                                              |                                                   | 436                                               | 436                                               |
| 1939 | 1939                                              |                                                   | 473                                               | 473                                               |
| 1946 | 1946                                              |                                                   | 679                                               | 679                                               |
| 1950 | 1950                                              |                                                   | 646                                               | 646                                               |
| 1956 | 1956                                              |                                                   | 574                                               | 574                                               |
| 1961 | 1961                                              |                                                   | 593                                               | 593                                               |
| 1967 | 1967                                              |                                                   | 584                                               | 584                                               |
| 1970 | 1970                                              |                                                   | 557                                               | 557                                               |
| 1980 | 1980                                              |                                                   | ?                                                 | ?                                                 |
| 1990 | 1990                                              |                                                   | ?                                                 | ?                                                 |
| 2000 | 2000                                              |                                                   | ?                                                 | ?                                                 |
| 2016 | 2016                                              |                                                   | 522                                               | 522                                               |
| 2020 | 2020                                              |                                                   | 497                                               | 497                                               |
| Datenquelle: Historisches Gemeindeverzeichnis für Hessen: Die Bevölkerung der Gemeinden 1834 bis 1967. Wiesbaden: Hessisches Statistisches Landesamt, 1968. Weitere Quellen: LAGIS; Stadt Weilburg; Zensus 2011 |                                                   |                                                   |                                                   |                                                   |

Einwohnerstruktur 2011
Nach den Erhebungen des Zensus 2011 lebten am Stichtag dem 9. Mai 2011 in Drommershausen 495 Einwohner. Darunter waren 6 (1,2 %) Ausländer.
Nach dem Lebensalter waren 87 Einwohner unter 18 Jahren, 204 zwischen 18 und 49, 108 zwischen 50 und 64 und 93 Einwohner waren älter.
Die Einwohner lebten in 201 Haushalten. Davon waren 51 Singlehaushalte, 54 Paare ohne Kinder und 81 Paare mit Kindern, sowie 12 Alleinerziehende und 3 Wohngemeinschaften. In 45 Haushalten lebten ausschließlich Senioren und in 132 Haushaltungen lebten keine Senioren.
Religionszugehörigkeit
| • 1885: | 439 evangelische (= 99,32 %), drei katholische (= 0,68 %) Einwohner        |
| • 1961: | 550 evangelische (= 84,32 %), 80 römisch-katholische (= 13,49 %) Einwohner |

## Politik
Ortsvorsteherin ist nach der Kommunalwahl in Hessen 2021 Thorsten Krämer.

## Wappen
Das Gemeindewappen hat sich aus jahrhundertealten Gemeindesiegeln entwickelt. Blasonierung: Auf schwarzem Grund ein silberner Ziehbrunnen (oder Haspelschacht) mit rotem Seil auf der Seilwinde, daran heraldisch rechts versetzt an goldenem Haken hängend ein goldener Eimer; heraldisch links versetzt wächst eine goldene Leiter aus dem Schacht. Der jeweilige Handgriff der Seilwinde steht heraldisch rechts oben, heraldisch links unten.

## Vereine
Das Vereinsleben und dörfliche Leben wird hauptsächlich von dem Reit- und Fahrsportverein (RUF) St. Georg Drommershausen e. V., vom Spiel- und Turnverein Drommershausen 1911 e. V., von der 1934 gegründeten Freiwillige Feuerwehr Drommershausen e. V. (seit 18. März 1978 mit ihrer Jugendfeuerwehr), vom Turn- und Sportverein (TuS) Drommershausen sowie von der Burschen- und Mädchenschaft „Glück-Auf“ geprägt.

## Wirtschaft und Infrastruktur
Seit dem Jahr 1934 sorgt die Freiwillige Feuerwehr Drommershausen (ab 18. März 1978 mit Jugendfeuerwehr) für den abwehrenden Brandschutz und die allgemeine Hilfe in diesem Ort. Darüber hinaus bestehen die weiteren Einrichtungen und Freizeitmöglichkeiten:
- Bürgerhaus
- Städtische Kindertagesstätte „Wichtelhaus“
- Sportplatz
- Kinderspielplatz
- Grillhütte
- Wanderwege

## Persönlichkeiten
- Karl Ernst (* 1834 in Drommershausen; † 1902 in Boppard), von 1882 bis 1897 Generalsuperintendent der Evangelischen Landeskirche in Nassau
- Willi Bernhardt (* 1928 in Drommershausen; † 2020 in Aßlar), deutscher Unternehmer und Funktionär im Zentralverband Deutsches Kraftfahrzeuggewerbe